# Hans Goderis

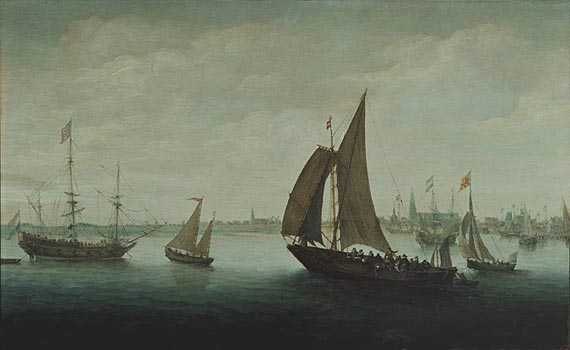
Twee schepen verlaten de haven van Hoorn. Westfries Museum

Hans Goderis (geboren omstreeks 1600; gestorven voor 1643) was een Hollandse schilder van zeestukken.
Goderis is een weinig bekende schilder van zeestukjes. Hij was de zoon van Joris Goderis en Maritgen Lybaerts. Tussen 1622 en 1638 was hij werkzaam in Haarlem. In 1623 werd hij lid van het plaatselijke Sint-Lucasgilde. Goderis schijnt vermogend te zijn geweest, en beoefende de schilderkunst als liefhebberij. In 1632 werden een aantal schilderijen geveild. Hij schilderde vaak op hout en zijn lijsten zijn bijzonder. In 1648 wordt hij door Theodorus Schrevelius genoemd in zijn Harlemias als leerling van Jan Porcellis.

## Enkele werken
- London, National Maritime Museum
  - vissersboot met gestreken zeil.
  - Hollandse schepen op een stormachtige zee.
- Rotterdam, Museum Boijmans Van Beuningen
  - schepen in de monding.
- Tübingen, Sammlung Christoph Müller
  - schepen op open zee.
- Museum Geelvinck-Hinlopen Huis
  - Oorlogsschepen wachtend voor Pampus

## Bron
- Die sichtbare Welt, 1997, Ernst Wasmuth Verlag GmbH & Co, Tübigen/Berlin, ISBN 3-8030-4015-9